# Japanska Formula 4
Japanska Formula 4 (jap. ＦＩＡ－フォーミュラ４ 地方選手権, FIA F4 Chihou Senshuken) je automobilističko prvenstvo jednosjeda, koje se vozi po pravilima FIA Formule 4 u Japanu. Prvenstvo je pokrenulo udruženje GT Association 16. prosinca 2014., a prva sezona se vozila 2015. Japanski konstruktor trkaćih automobila Dome ugovoren je za dizajn i izradu svih bolida u prvenstvu. Bolid su izrađeni od karbonskih vlakana i imaju monokok šasiju. Motor je TOM'S Toyota 2.0, dok je Dunlop proizvođač guma.

## Prvaci
| Sezona | Vozač             |
| ------ | ----------------- |
| 2015.  | Joan Geronès      |
| 2016.  | Joaquim Castillon |
| 2017.  | Daniel Querido    |
| 2018.  | Iu Torroella      |
| 2019.  | Roc Massot        |
| 2020.  | Arnau Ponsatí     |